# Ningirsu
Ningirsu (Herr von Girsu) ist eine sumerische Gottheit. Er galt als Stadtgott der Stadt Girsu und Hauptgott des Staates Lagasch. Teilweise wurde er mit dem Gott Ninurta gleichgesetzt.
Ningirsu war Sohn des Gottes Enlil, in der Stadt Lagaš galt der Hauptgott An als sein Vater. Er war der Mann der Göttin Baba und Bruder unter anderem der Götter Nanna, Nanše und Nisaba. Er war zum einen ein Jagd- und Kriegsgott, zum anderen jedoch ein für den Ackerbau zuständiger Fruchtbarkeitsgott. Sein Symboltier war der löwenköpfige Adler Imdugud.